# 1440

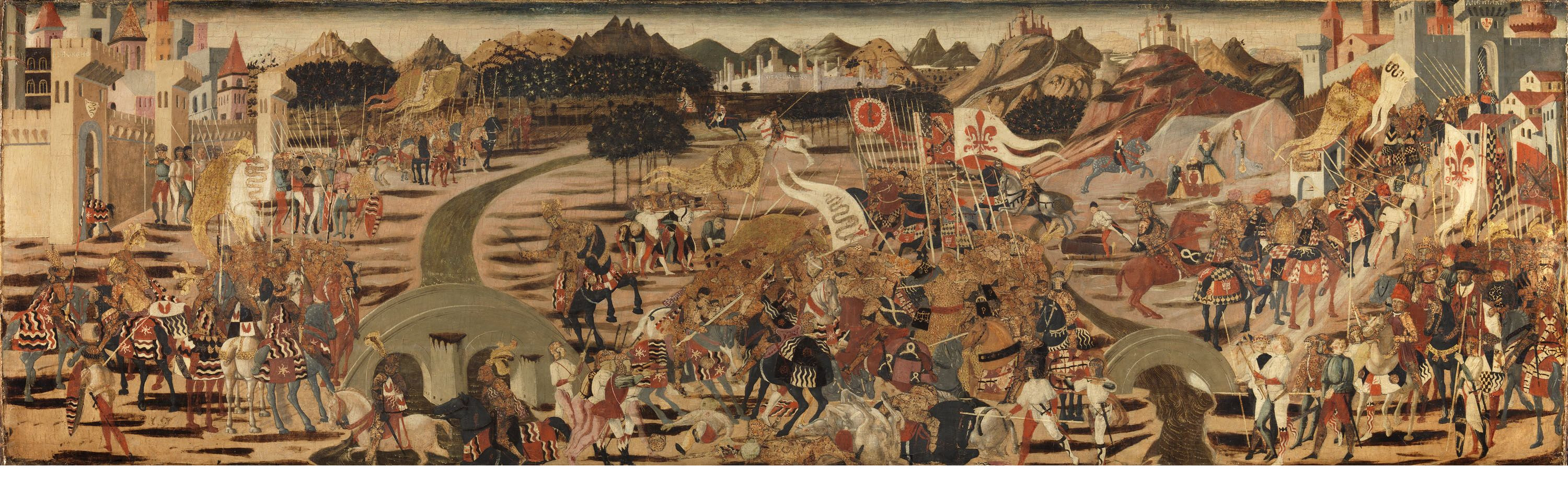
Slag bij Anghiari

Het jaar 1440 is het 40e jaar in de 15e eeuw volgens de christelijke jaartelling.

## Gebeurtenissen
- 2 februari - Frederik III wordt gekozen tot koning van Duitsland.
- 14 maart - De Pruisische Bond wordt opgericht in Marienwerder; 53 adellijken en 19 steden verenigen zich om in opstand te komen tegen de Duitse Orde.
- 19 mei - Karel de Stoute trouwt met Catharina van Valois.
- 29 juni - Slag bij Anghiari: Milaan wordt verslagen door een verbond van enkele Italiaanse staten onder leiding van Florence. Florence wordt de belangrijkste macht in Centraal-Italië.
- De Ottomanen veroveren delen van de noordelijke Balkan. Ze slagen er echter niet in Belgrado in te nemen.
- Praguerie: Opstand van Franse edelen onder Karel I van Bourbon die trachten de dauphin Lodewijk tot koning te laten kronen. Deze wordt snel neergeslagen.
- Lorenzo Valla publiceert De donatione Constantini, waarin hij aantoont dat de Schenking van Constantijn een vervalsing is.
- De patriarch van de Maronitische Kerk verplaatst zijn hoofdverblijf van Byblos naar de Qadisha-vallei om te ontsnappen aan de oprukkende Mamelukken.
- Zürich wordt uit het Zwitsers Eedgenootschap gezet na een conflict met Glarus en Schwyz over Toggenburg.
- Stichting van Eton College.
- Hendrik van Castilië trouwt met Blanca van Navarra.
- Stichting van het Vrouwe- en Antonie Gasthuys in Haarlem.
- Walter Bower publiceert de Scotichronicon. (jaartal bij benadering)

## Opvolging
- Azteken - Itzcoatl opgevolgd door Motecuhzoma I
- Generalitat de Catalunya - Peter van Darnius opgevolgd door Antoni d'Avinyó i de Moles
- patriarch van Constantinopel - Metrofanes II als opvolger van Jozef II
- Duitsland - Frederik III als opvolger van Albrecht II
- Hongarije - Wladislaus III van Polen als opvolger van Albrecht II
- Litouwen (kroning 29 juni) - Sigismund Kęstutaitis opgevolgd door Casimir Jagiello
- Oldenburg en Delmenhorst - Diederik opgevolgd door zijn zoon Christiaan
- Oostenrijk en Bohemen - Ladislaus Posthumus als opvolger van zijn vader Albrecht II
- Sicilië (onderkoning) - Bernardo de Requesens opgevolgd door Gilabert de Centelles y de Cabrera
- Thüringen - Frederik IV opgevolgd door Frederik II en Willem III van Saksen

## Afbeeldingen

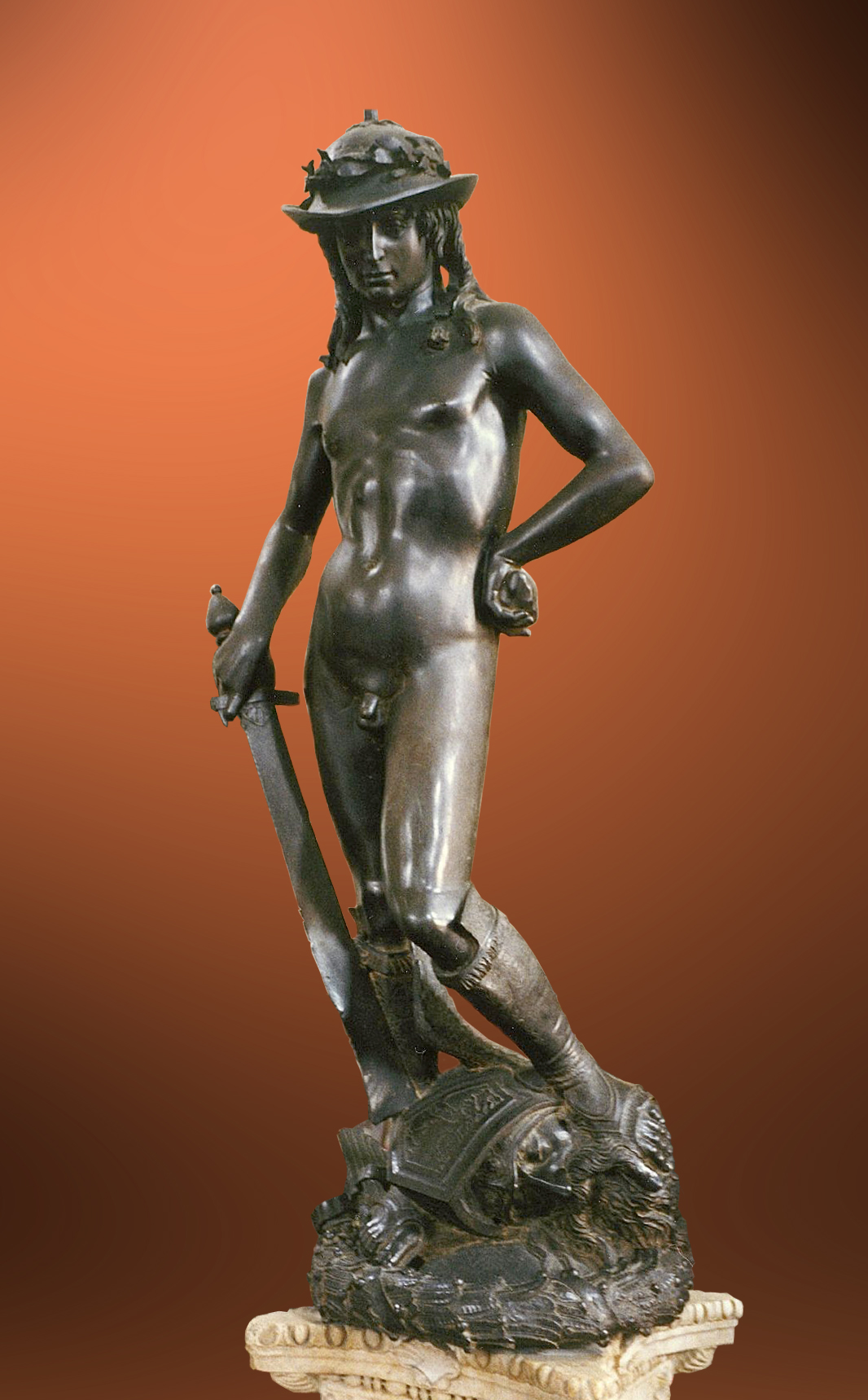
Donatello: David (ca. 1440)
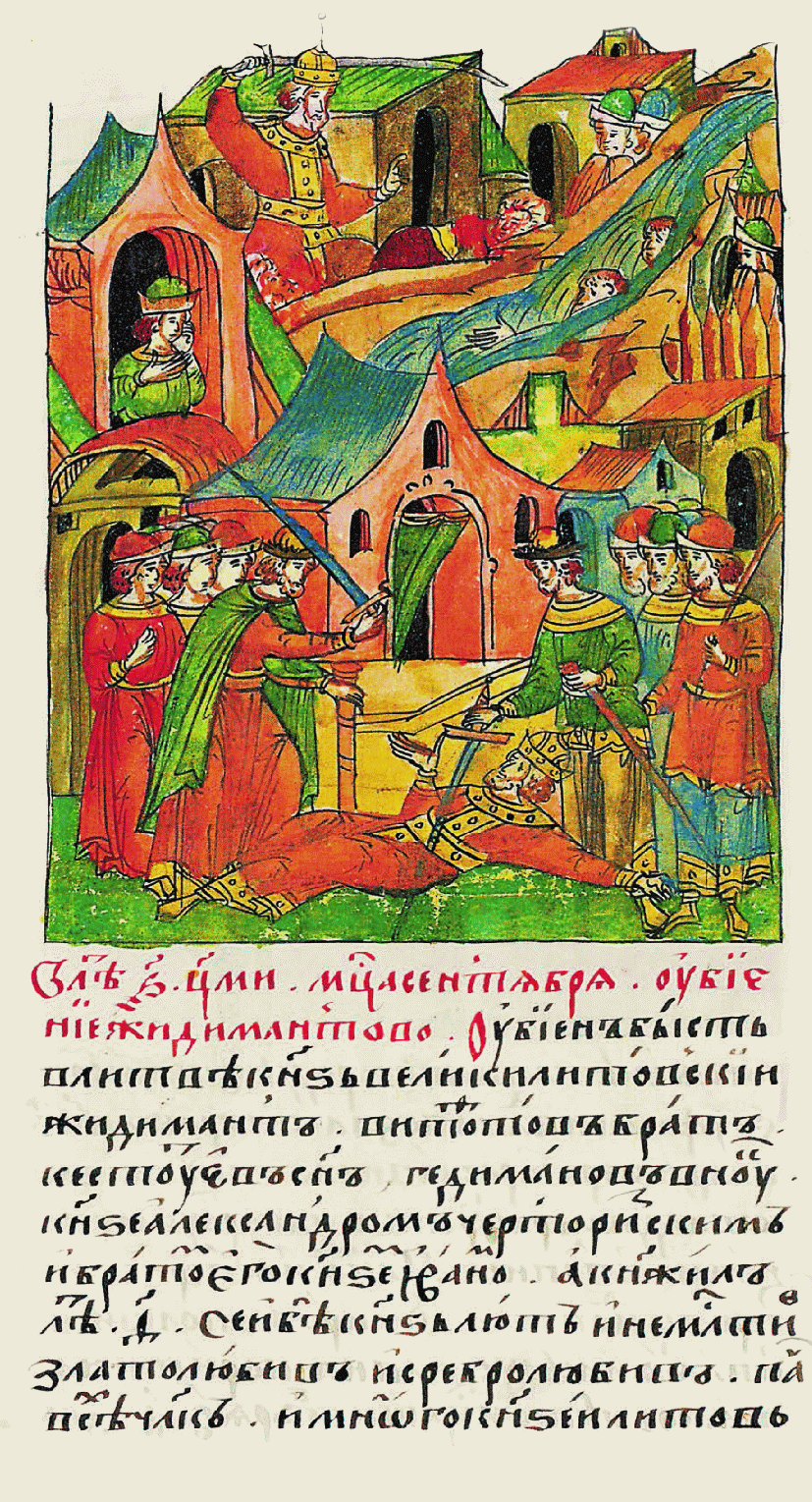
moord op Sigismund Kęstutaitis
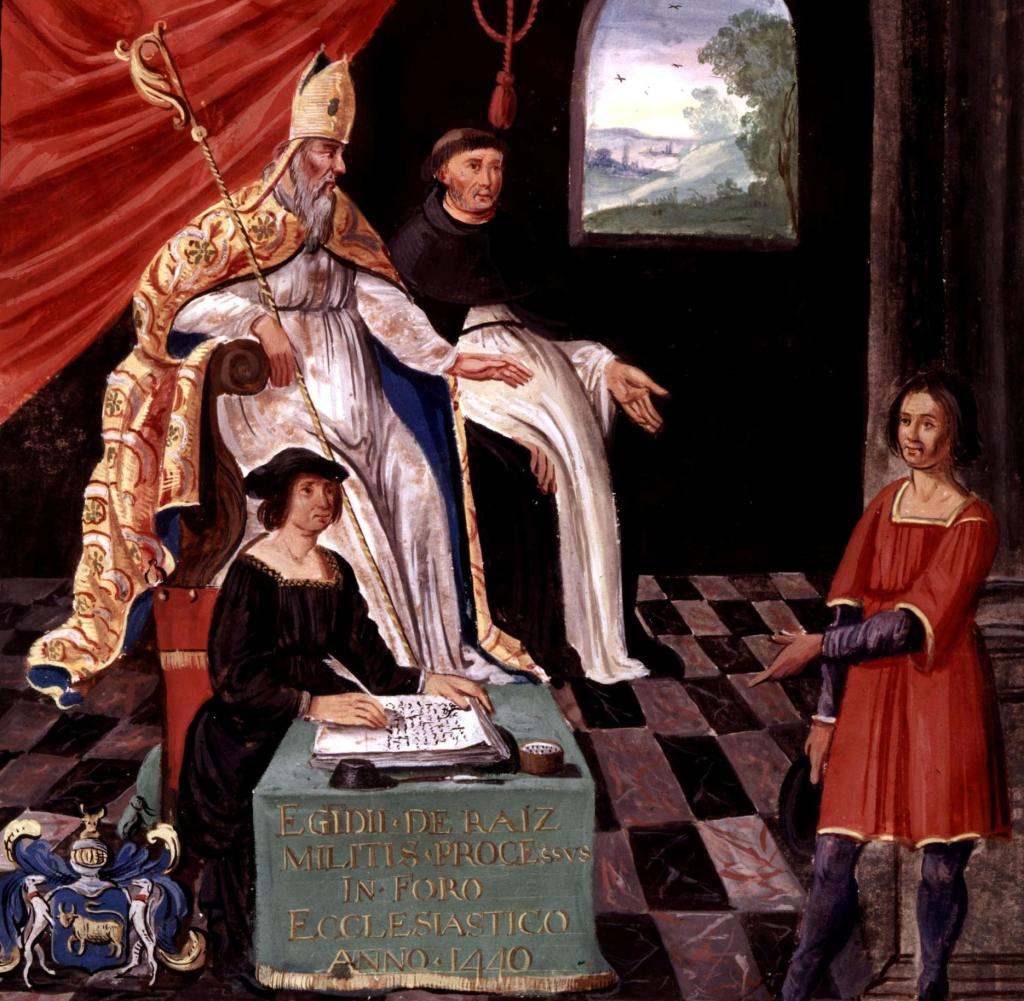
Proces tegen Gilles de Rais
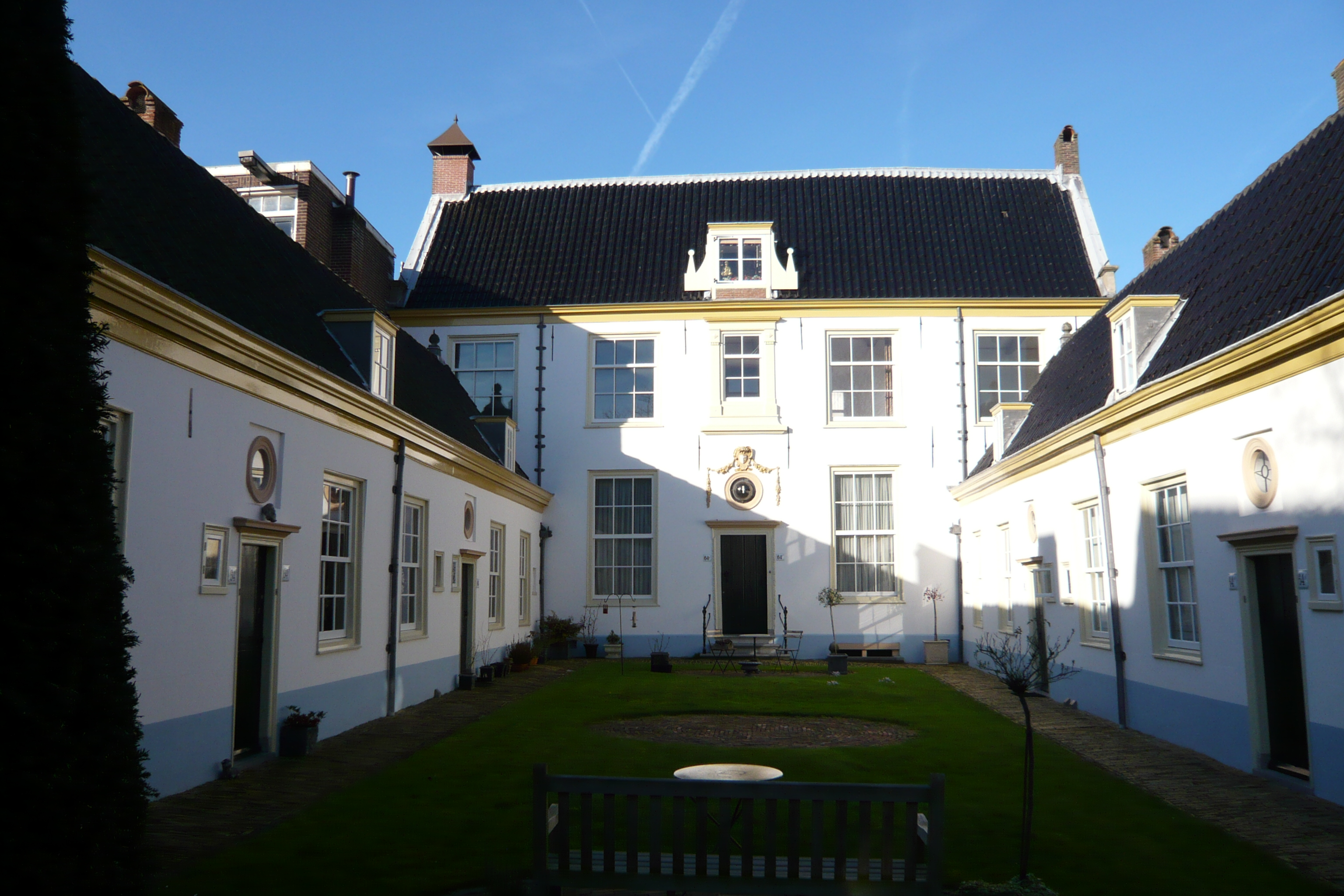
Vrouwe- en Antonie Gasthuys, Haarlem

## Geboren
- 22 januari - Ivan III, grootvorst van Moskou (1462-1505)
- 13 februari - Hartmann Schedel, Duits cartograaf
- 22 februari - Ladislaus Posthumus, aartshertog van Oostenrijk, koning van Bohemen (1440-1457) en koning van Hongarije (1444-1457)
- 13 november - Hendrik XXVII van Schwarzburg, Duits prelaat
- Anna van Egmond, Hollands edelvrouw
- Catharina van Bourbon, Frans edelvrouw
- David Lindsay, Schots edelman
- Gijsbert VII van Bronckhorst, Gelders edelman
- Hendrik III Corsselaar, Brabants edelman
- Jan van Abroek, Limburgs kloosterstichter
- Ladislaus van Gielniów, Pools dichter
- Sten Sture de Oudere, Zweeds staatsman
- Bartolomé Bermejo, Spaans schilder (jaartal bij benadering)
- Pedro Arias Dávila, Spaans conquistador (jaartal bij benadering)
- Frederik van Egmont, Hollands edelman (jaartal bij benadering)
- Blind Harry, Schots dichter (jaartal bij benadering)
- Antoon I Keldermans, Vlaams architect (jaartal bij benadering)
- Erasmus Lapicida, Duits componist (jaartal bij benadering)
- Jorge Manrique, Aragonees dichter (jaartal bij benadering)
- Johannes Martini, Brabants polyfonist (jaartal bij benadering)
- Cornelis de Wael, Nederlands architect (jaartal bij benadering)

## Overleden
- 14 februari - Diederik van Oldenburg (~41), Duits edelman
- 9 maart - Francisca Romana (~55), Italiaans mystica
- 20 maart - Sigismund Kęstutaitis, grootvorst van Litouwen (1432-1440)
- 7 mei - Frederik IV (55), landgraaf van Thüringen (1406-1440)
- 13 augustus - Amadea van Monferrato (~22), echtgenote van Jan II van Cyprus
- 20 september - Frederik I (68), markgraaf van Brandenburg (1415-1437)
- 21 september - Pedro Manrique de Lara (~59), Aragonees staatsman
- 26 oktober - Gilles de Rais (~35), Frans edelman
- Itzcoatl, hueyi tlahtoani van de Azteken (1427-1440)
- Giovanni Vitelleschi, Italiaans soldaat